# 滇黄芩
滇黄芩（学名：Scutellaria amoena），为唇形科黄芩属下的一个植物变种。